# Трекова, Нина Александровна
Нина Александровна Трекова (род. 15 января 1939 года) — советский и российский кардиоанестезиолог, доктор медицинских наук, профессор, руководитель отделения кардиоанестезиологии РНЦХ имени академика Б. В. Петровского, доцент кафедры анестезиологии-реаниматологии Института профессионального образования 1-го МГМУ имени И. М. Сеченова, заслуженный врач России (2000).

## Биография
Работает в РНЦХ имени академика Б. В. Петровского с 1963 года. Начинала свою профессиональную деятельность под руководством профессора О. Д. Колюцкой, став одним из первых кардиоанестезиологов в России. В 1969 году защитила диссертацию кандидата медицинских наук.
В 1986 году защитила диссертацию на соискание ученой степени доктора медицинских наук. Представитель научной школы академика А. А. Бунятяна.
С 1991 по 2017 год руководила отделением кардиоанестезиологии РНЦХ имени академика Б. В. Петровского, внесла огромный вклад в создание школы кардиоанестезиологии Центра. Н. А. Трекова и её сотрудники выполнили ценные научные исследования по внутрилёгочному шунтированию крови при операциях с ИК и разработав методы профилактики этого осложнения.
Профессор Н. А. Трекова — автор более 250 научных публикаций, редактор и соавтор первого в России руководства по кардиоанестезиологии. Под её руководством защищена одна докторская и семь кандидатских диссертаций. Читает курс лекций на кафедре анестезиологии и реаниматологии 1-го МГМУ имени И. М. Сеченова.
Многолетний член Европейской ассоциации кардиоторакальных анестезиологов (EACTA). Входит в редакционную коллегию журнала «Анестезиология и реаниматология».

## Награды и звания
- Заслуженный врач Российской Федерации (2000)[12],
- Знак «Отличник здравоохранения» (2010)[13],
- Почётная грамота Президента Российской Федерации (4 мая 2018)[14][15].

## Избранные работы
- Трекова Н. А. Современные аспекты применения селективного ультракороткого β-адреноблокатора эсмолола в кардиоанестизиологии / Н. А. Трекова, И. В. Поплавский; Рос. науч. центр хирургии Рос. АМН. М.: Изд-во Моск. гос. горн. ун-та, 1999.
- Руководство по кардиоанестезиологии / [Бунятян А. А., Трекова Н. А., Мещеряков А. В.]; под ред. А. А. Бунятяна, Н. А. Трековой. М.: Мед. информ. агентство (МИА), 2005.
- Бунятян А. А., Козлов С. П., Зайцев А. Ю., Выжигина М. А., Трекова Н. А., Яворовский А. Г., Никода В. В. Анестезиология. национальное руководство. Москва, 2011. 1100 c.
- Трекова Н. А., Мухаметзянова А. Р., Яворовский А. Г. и др. Анестезиологическое обеспечение хирургической коррекции дилатационной кардиомиопатии // Анестезиология и реаниматология. 2006. № 5. С. 8—15.
- Трекова Н. А., Толстова И. А., Аксельрод Б. А. и др. Изменение гемодинамики и волемического статуса при интраоперационной эксфузии крови у больных хронической сердечной недостаточностью // Анестезиология и реаниматология. 2009. № 5. С. 20—23.
- Трекова Н. А., Аксельрод Б. А., Толстова И. А. и др. Эффективность и управляемость адренергической блокады эсмололом при операциях на сердце и аорте // Анестезиология и реаниматология. 2012. № 2. С. 8—14.
- Трекова Н. А. Анестезиологическое обеспечение операций на сердце и аорте в РНЦХ // Анестезиология и реаниматология. 2013. № 2. С. 6—10.